# 8960 Лусцініоідес
8960 Лусцініоідес (8960 Luscinioides) — астероїд головного поясу, відкритий 24 вересня 1960 року.
Тіссеранів параметр щодо Юпітера — 3,281.